# Elaphidion angustatum
Elaphidion angustatum là một loài bọ cánh cứng trong họ Cerambycidae.